# Sambreville
Sambreville (en walón: Sambveye) es un municipio y desde el 12 de marzo de 2024 también una ciudad belga de la provincia de Namur.

## Datos
- Población; A 1 de enero de 2019, 28.288 habitantes.
- Superficie total: 34,2 km²
- Densidad: 827,22 habitantes por km²
- Código postal: 5060
- Código telefónico: 32 71

## Geografía
La altitud de Sambreville varía de 95 m (en Auvelais) hasta 191 m (iglesia de Arsimont).

### Secciones del municipio
Particularidad: no hay aldea alguna con el nombre de Sambreville'.
El municipio comprende los antiguos municipios, que se fusionaron en 1977:
| - Arsimont - Auvelais - Falisolle - Keumiée - Moignelée - Tamines - Velaine |

## Demografía

### Evolución
Todos los datos históricos relativos al actual municipio, el siguiente gráfico refleja su evolución demográfica, incluyendo municipios después de efectuada la fusión el 1 de enero de 1977.
| Gráfica de evolución demográfica de Sambreville entre 1846 y 2020 |
|                                                                   |

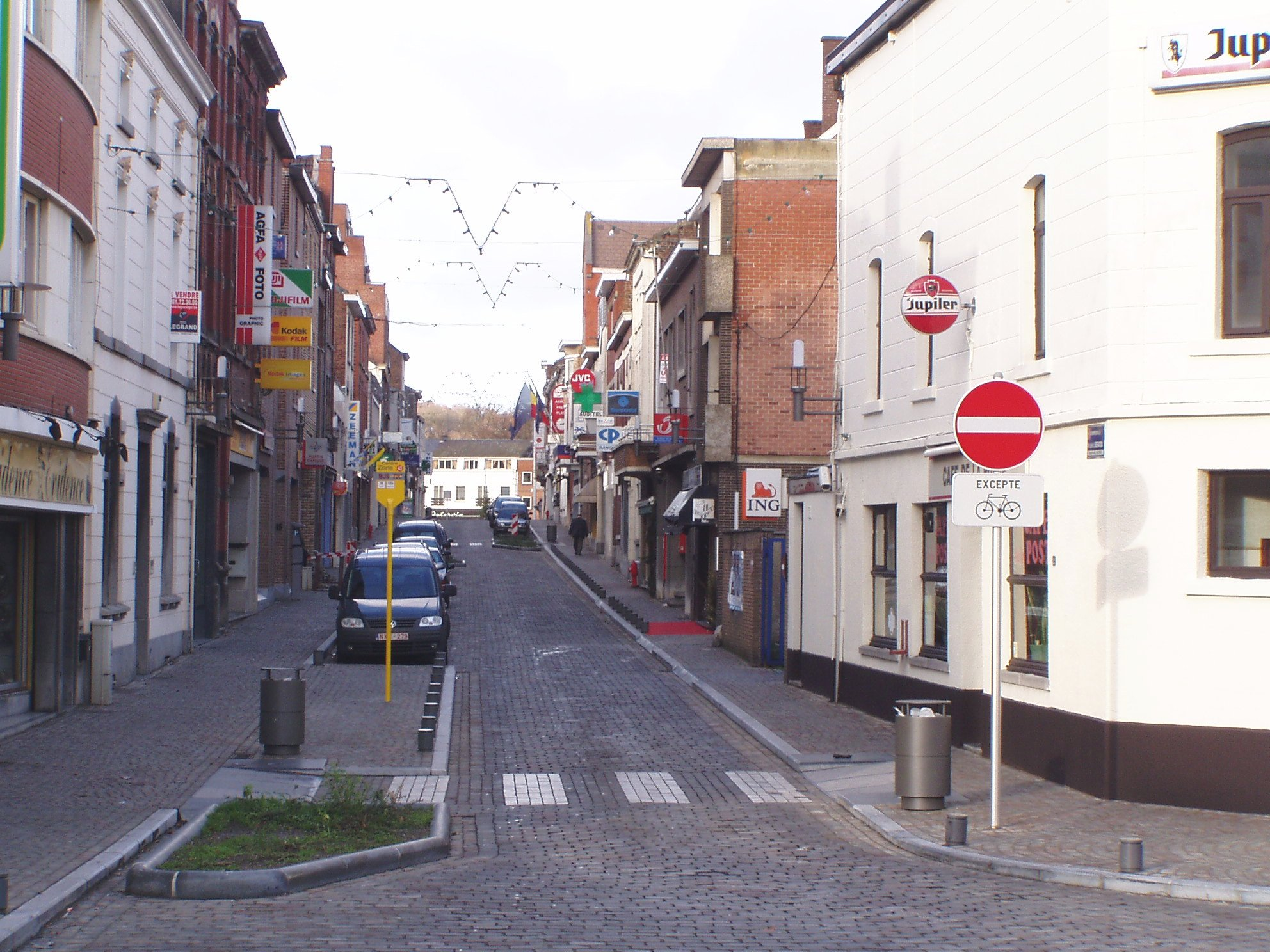
Auvelais
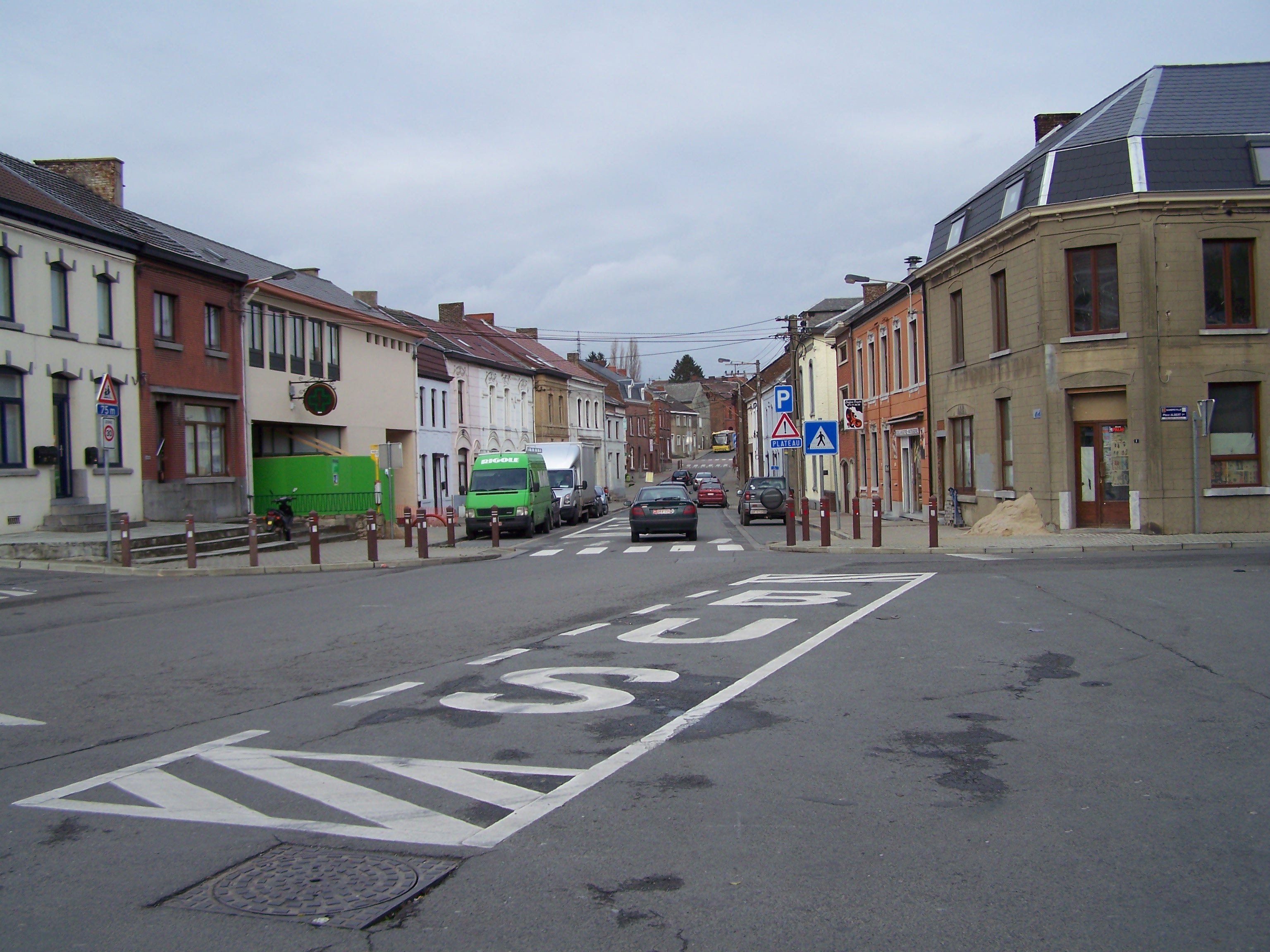
Falisolle